# Липа (древесина)
Липа — древесина различных видов деревьев рода Липа (лат. Tilia). В Европе это Липа европейская и Липа сердцевидная. Древесина липы была излюбленным материалом для скульптур и резьбы по дереву во времена поздней готики. И в наши дни главной областью применения этой древесины остаётся скульптура, различные виды резьбы и изготовление токарных изделий, так как она легко обрабатывается в любых направлениях.
Согласно стандарту DIN 4076 для обозначения древесины липы используется сокращение «LI».

## Происхождение
Древесиной липы обычно называется древесина видов Липы европейской (Tilia europaea) (гибрида липы крупнолистной и липы сердцевидной), Липы крупнолистной (Tilia platyphyllos) и Липы сердцевидной (Tilia cordata). Естественный ареал Липы европейской простирается от Северной Европы через Центральную до Восточной Европы. Восточная граница ареала пролегает по Уралу и Чёрному морю. Ареал , Липы крупнолистной простирается по югу Европы с восточной границей по Кавказу и северной по германским Средним горам. Оба вида культивируются по всей Европе.

## Внешний вид
Липы относятся к спелодревесным породам и имеют светлое ядро, не отличающееся по цвету от заболони. Древесина светлая, от беловатой до желтоватой и часто имеет красноватый или коричневатый оттенок, обладает матовым блеском. Изредка встречаются экземпляры с зеленоватыми полосами или пятнами. Очень тонкие волокна с разбросанными порами расположены очень равномерно. Волокна, как и древесиные лучи на поперечном срезе видны неясно. На радиальном срезе древесные лучи образуют ясно видимые зеркальца до 2 мм длиной. Годовые кольца различимы слабо. Древесина разных видов липы не различима ни невооружённым глазом, ни под микроскопом.

## Свойства
Между древесиной обоих отечественных видов липы нет значительных отличий. Однако считается, что Липа европейская имеет несколько более тяжёлую, плотную и твёрдую древесину. Липовая древесина мягкая, имеет среднюю плотность около 530 кг/м³ при влажности 12-15 % и относится к отечественным лиственным породам древесины средней тяжести. Равномерно плотная, вязкая, малоэластичная и непрочная, при сушке сильно коробится и трескается, однако в высушенном состоянии стабильна. Под водой или при воздействии осадков быстро повреждается грибами и поэтому очень недолговечна.
Прекрасно обрабатывается, легко режется и строгается, особенно подходит для резьбы по дереву и токарных изделий. Гнётся, легко колется, однако ровных поверхностей при этом получить не удаётся. Соединения с помощью гвоздей и шурупов держатся хорошо, но прочность клееных соединений не всегда удовлетворительная. Поверхности можно полировать, морить и окрашивать. Легко покрывается лаком.
На солнце эта древесина желтеет. При влажном контакте с железом появляются серые пятна, железо сильно ржавеет. В остальном эта древесина химически слабоактивна.

## Использование
Липовая древесина продаётся как кругляк и как пиломатериалы, но в небольших количествах. Главной областью применения является скульптура, резьба по дереву и токарное дело. Многие известные работы немецких скульпторов, в первую очередь периода поздней готики, изготовлены из липовой древесины, среди них работы Тильмана Рименшнейдера или Файта Штоса, а также на несколько столетий позже Людвига Шванталера. Липовая древесина долго считалась «священным деревом» (лат. lignum sacrum), так как из неё были вырезаны многие статуи святых. Это навлекло на неё нелюбовь протестантских священников, так лютеранский проповедник Иероним Бок сказал о липе: «из этой древесины делают резные картины, которые чтут в церквах вместо святых». Ченстоховская икона Божией Матери тоже написана на липовой доске. В наши дни для резьбы чаще используют более доступную древесину веймутовой сосны (лат. Pinus strobus). В Германии ежегодное потребление липы для резьбы по дереву оценивается от 3000 до 5000 м³.
Кроме того, липу используют для внутренних частей мебели и для фанеры, она может применяться для имитации древесины ореха. Часто из липы делают передние панели часов, чертёжные доски, болванки для изготовления шляп и тому подобное. Она служит для изготовления моделей для литья, игрушек, кухонных приборов. Из неё делают бочонки и ёмкости для сухих и чувствительных к запахам товаров, дешёвые сорта карандашей, а также спички. Её применяют при изготовлении музыкальных инструментов: для арф, клавиш роялей и язычковых труб органов. Используют для изготовления ульевых рамок (липовая древесина не раскалывается при сколачивании, но легко впитывает влагу и деформируется).
Из липы получают уголь для рисования и фильтрования, раньше уголь из липы использовали при изготовлении пороха и для чистки зубов.
В царские времена мошенники вырезали из липы копии царских (княжеских) печатей (отсюда и выражение — «липовая печать», или просто «липа» — подделка).